# سفارة البرازيل في باكستان
سفارة البرازيل في باكستان هي أرفع تمثيل دبلوماسي لدولة البرازيل لدى باكستان. تقع السفارة في إسلام آباد وهي تهدف لتعزيز المصالح البرازيلية في باكستان.

## وصلات خارجية
- الموقع الرسمي
- قائمة سفارات البرازيل
- قائمة السفارات في باكستان